# Yellow Loveless
Yellow Loveless é um álbum de compilação de vários artistas feito como um tributo ao segundo álbum de estúdio da banda irlandesa My Bloody Valentine, Loveless, contando com onze covers do álbum original. O título do album alude à cor amarela da capa (em contraste com a original vermelha) e também à etnia asiática das bandas participantes. O álbum foi lançado em 23 janeiro de 2013 pelo selo fonográfico High Fader Records, coincidentemente, logo após o anúncio do lançamento do terceiro álbum de estúdio da banda My Bloody Valentine.
O álbum conta com releituras feitas exclusivamente por artistas japoneses de diversos gêneros, incluindo a banda de sludge metal Boris , e o pop punk do grupo Shonen Knife.

## Listagem de faixas
| N.º | Título               | Executado por              | Duração |  |
| 1.  | "Only Shallow"       | Tokyo Shoegazer            | 4:27    |  |
| 2.  | "Loomer"             | GOATBED                    | 3:19    |  |
| 3.  | "Touched"            | The Sodom Project          | 4:48    |  |
| 4.  | "To Here Knows When" | Lemon’s Chair              | 11:18   |  |
| 5.  | "When You Sleep"     | Shonen Knife               | 3:21    |  |
| 6.  | "I Only Said"        | Tokyo Shoegazer            | 5:13    |  |
| 7.  | "Come in Alone"      | Age of Punk                | 4:05    |  |
| 8.  | "Sometimes"          | Boris                      | 8:12    |  |
| 9.  | "Blown a Wish"       | Shinobu Narita (4-D Mode1) | 5:12    |  |
| 10. | "What You Want"      | Lemon’s Chair              | 6:19    |  |
| 11. | "Soon"               | Sadesper Record            | 6:21    |  |